# Le Dernier Rêve (film, 1946)
Pour les articles homonymes, voir Le Dernier Rêve.
Pour plus de détails, voir Fiche technique et Distribution.
Le Dernier Rêve (titre original : L'ultimo sogno) est un film italien réalisé par Marcello Albani, sorti en 1946.

## Contexte
Le film a été distribué le 18 mai 1946. Le titre de tournage était Manuelita.
Réalisé à Budrio en 1944 pendant la RSI, il eut sa distribution seulement à la fin de la Seconde Guerre mondiale.
Certaines sources le donnent au montage et à la réalisation dans les studios de Giudecca à Venise, on ne sait pas s'il a été projeté dans quelques salles du Nord de l'Italie, ou dans des projections privées, effectuées par le producteur avant la mise en circulation du film.
Il fait partie des films disparus.

## Distribution
- Memo Benassi
- Bianca Doria
- Nada Fiorelli
- Oretta Fiume
- Germana Paolieri
- Vera Worth
- Luisella Beghi
- Silvia Manto
- Gina Sammarco
- Olga Solbelli
- Silvio Bagolini
- Gino Bianchi
- Piero Carnabuci
- Daniella Drei
- Augusto Di Giovanni
- Gemma Lari
- Giorgio Piamonti
- Diana Prandi

## Source de la traduction
- (it) Cet article est partiellement ou en totalité issu de l’article de Wikipédia en italien intitulé « L'ultimo sogno » (voir la liste des auteurs).